# Emerson (ur. lipiec 1973)
Emerson, właśc. Emerson Luiz Firmino (ur. 28 lipca 1973 w Campinas w stanie São Paulo, Brazylia) – brazylijski piłkarz, grający na pozycji napastnika. Posiada obywatelstwo niemieckie.

## Kariera piłkarska

### Kariera klubowa
Wychowanek klubu São Paulo FC. W młodym wieku wyjechał za ocean, gdzie rozpoczął karierę piłkarską we włoskim zespole FC Bellinzago. W sezonie 1991/92 został zaproszony do Hamburger SV, ale rozegrał 4 mecze i był zmuszony odejść do klubu z niższej ligi Holstein Kilonia. Kiedy Emerson uświadomił sobie, że grać w Niemczech dla niego jest zbyt wcześnie, powrócił do Brazylii. Krótko występował w CR Vasco da Gama, a potem pół roku w japońskim klubie Bellmare Hiratsuka. Na początku 1996 podpisał kontrakt z ukraińskim Dniprem Dniepropetrowsk. Był pierwszym Brazylijczykiem, który debiutował w Ukraińskiej Wyższej Lidze. Po zakończeniu sezonu trener Dnipra Bernd Stange radził piłkarzowi wrócić do Bundesligi, gdzie Emerson podpisał kontrakt z FC St. Pauli. Po tym jak klub spadł z Bundesligi piłkarz ponownie wrócił do Brazylii, gdzie został piłkarzem Grêmio. Latem 1998 przeszedł do holenderskiego MVV Maastricht. Po trzech latach przeniósł się do KFC Uerdingen 05, gdzie w pierwszych 15 meczach strzelił 10 goli. Chociaż w drugim sezonie zdobył tylko 2 bramki w 18 meczach, tego starczyło aby im zainteresowali się bogate kluby z Azji. Następnie bronił barw katarskiego Qatar SC oraz chińskiego Tianjin Teda F.C. W sezonie 2004/05 powrócił do Niemiec, gdzie podpisał kontrakt z Unionem Berlin. Jednak po dwóch miesiącach przez naruszenie warunków kontraktów klub anulował ugodę z piłkarzem i Emerson był zmuszony szukać nowy klub. Występował w izraelskim Hapoel Petach Tikwa, brazylijskim America Rio de Janeiro oraz honduraskim Real España. W 2007 kolejny raz powrócił do Niemiec, gdzie został piłkarzem klubu MTSV Hohenwestedt, grającego w regionalnej lidze. Na początku 2011 przeszedł do SG Türk Spor/Itzehoer SV, a latem 2011 do FC Itzehoe.

## Sukcesy i odznaczenia

### Sukcesy klubowe
- brązowy medalista Mistrzostw Ukrainy: 1996